# Планка «За участие в войне за независимость»
Планка «За участие в войне за независимость» (ивр. אות מלחמת הקוממיות‎, также известная как лента «Звезды свободы») — израильская военная награда, присуждаемая израильтянам, принимавшим участие в войне за независимость Израиля.

## Условия награждения
Лентой награждаются:
A. Любое лицо, служившее в Армии обороны Израиля в течение четырёх и более месяцев в период с 1 февраля 1948 года по 10 марта 1949 года;
B. Все солдаты ЦАХАЛА, павшие во время войны за независимость. В этом случае лента будет вручена близким родственникам солдата;
C. Лица, не соответствующие требованиям раздела А, но служившие в Армии обороны Израиля и фактически участвовавшие в боевых действиях во время войны за независимость. В этом случае каждый запрос будет рассматриваться отдельно.
D. Любой, кто был заключён в приграничное поселение в течение 120 дней подряд в течение периода, указанного в разделе А выше;
E. Это также относится к тем, кто выступал в качестве должностных лиц, занимающихся вопросами иммиграции и закупок;
В случае гибели лица, имеющего право на получение награды, член семьи или ближайший родственник (включая вдову, вдовца, сына, дочь, отца, мать, брата или сестру) может подать заявление на получение ленты или её замены в случае потери или износа.

## Описание награды

### Лента
Лента темно-синяя с одной красной полосой посередине и двумя белыми полосами на каждом конце со светло-синей полосой между каждой ними. Лента представляет цвета флага Израиля, а красный цвет представляет всех тех, кто пролил кровь во время войны.

### Планки
- Планка ордена Государственных воинов
- Планка Пальмаха
- Щит защитников Иерусалима
- Знак еврейской бригады Второй мировой войны